# Cerkiew św. Jerzego w Suczawie
Cerkiew św. Jerzego (zwana Mirăuți) – cerkiew z końca XIV w., przebudowana na przełomie XIX i XX w. znajdująca się w Suczawie w północnej Rumunii, na Bukowinie. Dawna cerkiew koronacyjna hospodarów mołdawskich i metropolitarna.
Cerkiew (jedna z pierwszych murowanych cerkwi w Mołdawii) została wzniesiona w końcu XIV w. za sprawą hospodara Piotra Muszata, panującego w latach 1375–1391. Nadana jej nazwa Mirăuți oznacza w języku rumuńskim „namaszczenie” i związana jest z faktem przeprowadzania w tej cerkwi ceremonii koronacyjnych hospodarów mołdawskich. Od 1403 (tj. od momentu powstania metropolii mołdawskiej) stanowiła też cerkiew metropolitarną. W tym samym okresie złożono w niej sprowadzone przez hospodara Aleksandra Dobrego relikwie św. Jana Nowego, patrona Mołdawii. Była zatem najważniejszą świątynią Mołdawii. Pochowano w niej Piotra Muszata, a także Eudoksję, pierwszą żonę Stefana Wielkiego.
Na początku XVI w. cerkiew uległa jednak zniszczeniu. Nie odbudowano jej, a zastąpiono ją nową cerkwią św. Jerzego w ufundowanym wówczas monastyrze św. Jana Nowego. Stała w ruinie aż do końca XIX w., gdy została odbudowana w zmienionym kształcie według projektu K.A. Romstorfera. 
W obecnym kształcie cerkiew nawiązuje do wzorców architektonicznych budownictwa sakralnego w średniowiecznej Mołdawii. Zbudowana na planie trójkonchowym, składa się z przedsionka i nawy, choć nie są one od siebie tak wyraźnie oddzielone jak w tradycyjnej architekturze. Posiada także dobudowaną od południa dzwonnicę, której dolne przęsło stanowi ganek, przez który prowadzi wejście do świątyni (rozwiązanie analogiczne do średniowiecznej cerkwi w Bălinești). Wnętrze cerkwi ozdobione jest freskami.

## Literatura
- W. Korsak, J. Tokarski, Rumunia, Pascal 2004, s. 205.
- Ł. Galusek, M. Jurecki, A. Dumitru, Rumunia. Mozaika w żywych kolorach, Bezdroża 2004, ss. 152–153.
- M. Jurecki, Bukowina. Kraina łagodności, Bezdroża 2001, ss. 187–188.